# Bernhard Bidonis filius de Ondertunum
Bernhard Bidonis filius de Ondertunum, zu deutsch „Bernhard, Sohn des Bido von Anderten“ (* im 9. oder 10. Jahrhundert; † im 10. oder 11. Jahrhundert) ist der älteste namentlich bekannte Einwohner des heute zu Hannover gehörenden Stadtteils Anderten. Bernhard war urkundlich benannter Zeuge bei der zwischen den Jahren 983 und 993 durchgeführten Festlegung der Grenzziehung zwischen dem Bistum Hildesheim und dem Bistum Minden.

## Bidonisstraße
Die 1984 im hannoverschen Stadtteil Misburg-Süd als Verbindung zwischen der on der Stahlstraße und der Straße Im Großen Freien angelegte Bidonisstraße wurde angeblich nach Bidos Sohn Bernhard benannt.